# 강유경 (성우)
강유경(1979년 9월 24일 ~ )은 대한민국의 성우이다. 2006년 KBS 32기로 입사했으며 한국방송 성우극회 소속.

## 주요 출연작품

### 애니메이션
- 얼렁뚱땅 몬스터 사냥꾼 (카툰네트워크) - 맨슨
- 시간을 달리는 소녀 - 가즈코

### 외화
- 닥터 후 (KBS) - 이모(시즌5) / 멜스 (니나 토우세인트-화이트 / 마야 글레이스-그린(유년))(시즌6)
- 삼총사 시즌2 (KBS) - 에밀리(엠마 론데스)
- 아이 엠 러브(채널 A) - 라켈레(지네브라 노타바톨로)
- 아틀란티스 (KBS) - 키르케
- 토치우드 (KBS) - 마리아 (이브 모로)
- 초한지 (KBS) - 조씨

### 내레이션
- 영상 포엠 한국 100경 (KTV)
- 동행 (대구MBC)
- 라인강에 핀 꽃 (JTV)

### 안내방송
- 인천국제공항철도 안내방송 (2013년 ~ 현재)
- AK플라자 에스컬레이터 이용안내방송(?)(? ~ 현재)
- 남도해양관광열차 안내방송